# Fédération croate des échecs
La Fédération croate des échecs (en croate : Hrvatski šahovski savez, HŠS) est l'instance dirigeante des échecs en Croatie. Elle est basée à Zagreb. La fédération a été créée le 12 mai 1912 et a rejoint la FIDE en 1992.
La fédération compte 200 clubs membres à travers le pays. Elle organise plusieurs types de championnat :
- Championnat de Croatie d'échecs
- Championnat de Croatie d'échecs féminin
- Championnat de Croatie d'échecs junior
- Championnat de Croatie d'échecs cadet
- Championnat de Croatie d'échecs par équipe
- Coupe de Croatie d'échecs